# إلدار تشيفيتش
إلدار تشيفيتش مواليد 28 مايو 1996 في توزلا، هو لاعب كرة قدم بوسني يلعب مع سبارتا براغ كمدافع. مثّل منتخب البوسنة والهرسك لكرة القدم.

## المسيرة الاحترافية

### أندية لعب لها
- سبارتا براغ
- نادي سبارتاك ترنافا

## روابط خارجية
- إلدار تشيفيتش على موقع الاتحاد الدولي (مؤرشف)  (الإنجليزية)
- إلدار تشيفيتش على موقع الاتحاد الأوربي (الإنجليزية)
- إلدار تشيفيتش على موقع قاعدة بيانات كرة القدم.إي يو (الإنجليزية)
- إلدار تشيفيتش على موقع ناشيونال فوتبول تيمز (الإنجليزية)
- إلدار تشيفيتش على موقع Soccerway.com (الإنجليزية)